# Microcharon phlegethonis
Microcharon phlegethonis är en kräftdjursart som beskrevs av Cvetkov1967. Microcharon phlegethonis ingår i släktet Microcharon och familjen Microparasellidae. Inga underarter finns listade i Catalogue of Life.